# Casa dos Bicos
Casa dos Bicos is een historisch huis gebouwd in de 16e eeuw in de wijk Alfama in Lissabon, Portugal. De gevel is bedekt met stenen in de vorm van een diamantpunt, met invloeden uit de Italiaanse  Renaissance en Portugese Manuelstijl (Portugees: estilo manuelino). Tegenwoordig is het gebouw onderdeel van het Museum van Lissabon.

## Geschiedenis
Het huis werd tussen 1521 en 1523 gebouwd in opdracht van Afonso de Albuquerque, gouverneur van destijds Portugees-Indië. Tijdens de  aardbeving van 1755 werd het gebouw voor een groot deel verwoest, waardoor het in 1772 gedeeltelijk gereconstrueerd moest worden. Tot de jaren 60 van de 19e eeuw is het huis in particuliere handen gebleven, waarna het werd gekocht door de gemeenteraad van Lissabon. De gemeente gaf de opdracht het gebouw aan te passen zodat het gebruikt kon worden als museum.